# Чирадзулу
Чирадзулу е една от 28-те области на Малави. Разположена е в южния регион на страната. Столицата на областта е град Чирадзулу, площта е 761 км², а населението (по преброяване от септември 2018 г.) е 356 875 души.